# Піщане (Золотоніський район)

Піща́не — село в Україні, в Золотоніському районі Черкаської області, центр Піщанської сільської громади.
Село розташоване обабіч річки Супій за 16 км від районного центру — міста Золотоноша і за 18 км від залізничної станції Золотоноша, на автошляху Н08.

## Населення
За даними перепису 2001 року населення села становило 3827 осіб.

### Мовний склад
Рідна мова населення за даними перепису 2001 року:
| Мова       | Чисельність, осіб | Доля     |
| ---------- | ----------------- | -------- |
| Українська | 3 724             | 97,31 %  |
| Російська  | 89                | 2,33 %   |
| Інше       | 14                | 0,36 %   |
| Разом      | 3 827             | 100,00 % |

## Історія

### Археологія та давня історія
Ще на початку XX століття в окрузі налічувалося близько 40 курганів різних часів. В одному з них знайдено останки людини, яка, імовірно, загинула від стріли з бронзовим наконечником скіфського типу IV—III століть до н. е.

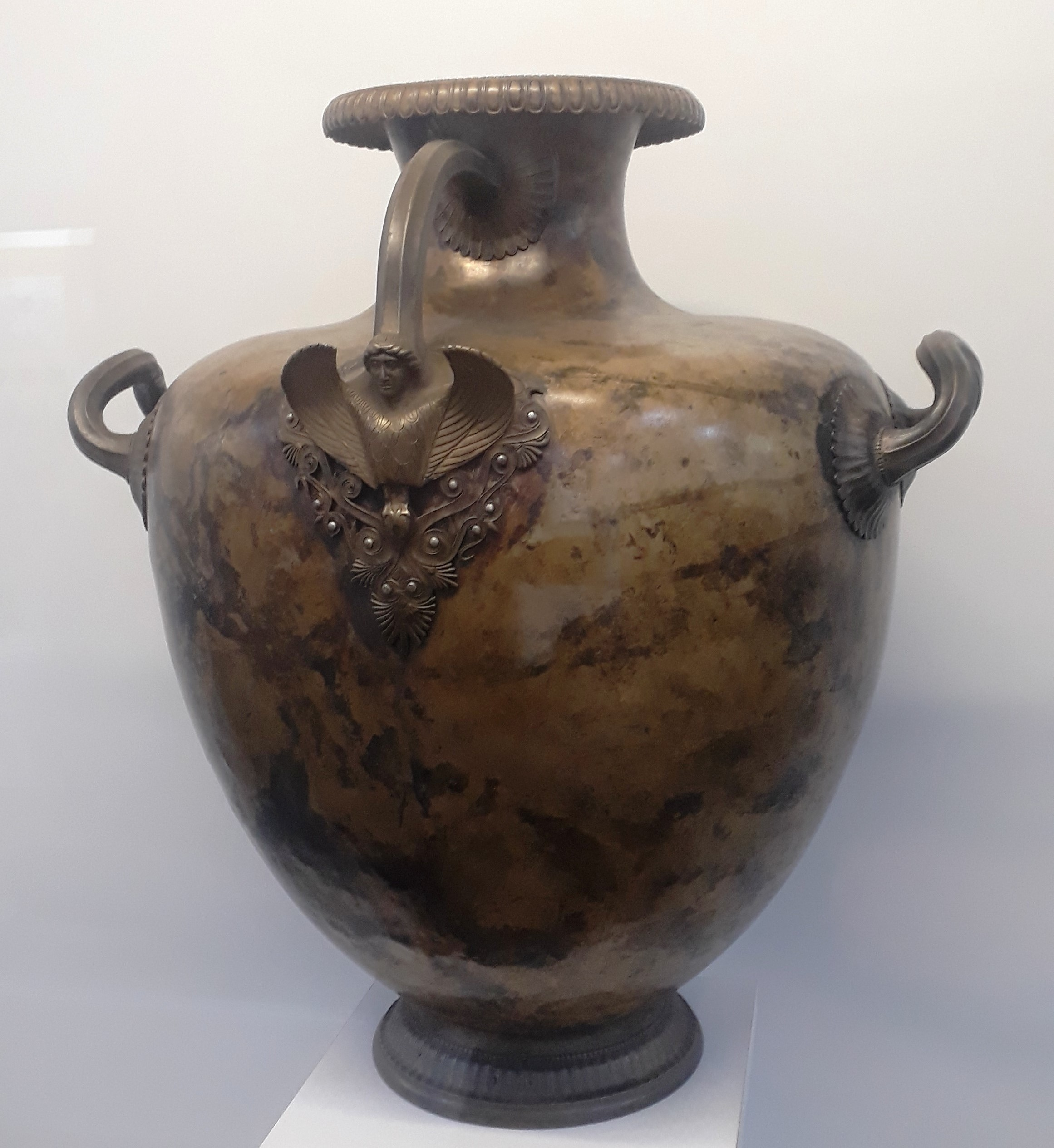
Одна з бронзових гідрій, знайдених А. В. Михальчуком (Національний музей історії України)

Улітку 1960 року робітник Гельмязівського торфопідприємства В. І. Кожух знайшов поблизу с. Піщане в торфі бронзовий лутерій (тазоподібна посудина) і передав його до Переяслав-Хмельницького історичного музею. Наступного, 1961 року одного травневого дня комбайнер (працівник торфорозробки) А. В. Михальчук на відстані 150 м від попередньої знахідки виявив ще 14 бронзових посудин. Його колега І. П. Брус поруч виявив залишки дерев'яного човна. А. В. Михальчук повідомив про знахідку до Київського державного історичного музею. Працівники музею (зокрема, Людмила Миколаївна Романюк) двічі виїжджали на місце знахідки і здійснили її науковий опис. До того часу дві посудини (амфора та лутерій) були передані до Черкаського обласного краєзнавчого музею. Врешті, зважаючі на важливість знахідки, всі предмети було передано до Києва на виконання постанови Міністерства культури УРСР. Склад знахідки: 3 амфори для збереження вина; 5 гідрій — посудин для води; 1 стамнос (посудина для змішування води та вина); 2 сітули («відра» для води); 3 лутерії, які ймовірно використовували для миття рук перед вживанням вина; 1 кратер — посудина, з якої черпали розмішане з водою вино. Виявлені посудини датовані кінцем VI — початком V століття до н. е. Ця знахідка свідчить про культурні й торговельні зв'язки між прадавнім слов'янським населенням краю і давньогрецькими містами, які здійснювали водним шляхом по Дніпру. З човном знайдено залишки скелета молодого чоловіка середземноморського антропологічного типу. Існує думка, що розташування бронзових предметів вказує на їх знаходження в другому човні, який не зберігся.
Знахідці присвячена поема Ліни Костенко «Скіфська одісея».

### Літописний Пісочен
Заснування населеного пункту пов'язують з давньоруським літописним містечком Пісочен. У літописі Нестора згадується, що містечко Песочен закладено князем Олегом на початку X століття — приблизно в 907 році. Для успішної боротьби зі степовиками на кордонах держави створювалися укріплені міста і містечка, і одним з них був Песочен, що виник на піщаному острові серед боліт — звідси й назва. 1092 року половці напали на Київщину під час великої літньої посухи і здобули Пісочен, Переволоку і Прилуки, спустошили багато сіл. Під 1169 роком в Іпатіївському літописі повідомляється також про сторожове містечко. Зручне географічне розташування на перетині водного та сухопутного шляхів обумовило статус Піщаного з початку його існування як стратегічного пункту на південних кордонах давньоруської держави. 1239 року монголо-татари обложили і знищили Пісочен.

### Рання історія села
Наприкінці 16 століття містечко уже згадується як Піщана або Піщане. 1604 року переяславські слуги князів Острозьких учинили напад на містечко, пограбували людей, забрали їх худобу. У середині XVII століття Піщане — один з укріплених пунктів Наддніпрянщини. На карті французького інженера та картографа Боплана позначено як містечко. У 1649 році Піщане — центр Піщанської сотні Черкаського полку. Після Переяславської ради 1654 року піщанці з доброго дива склали присягу на вірність Московській державі. 1667 року Піщанська сотня ввійшла до складу Переяславського полку. На той час це було незначне містечко в якому майже єдиними промислом було млинарство. Піщанці зазнавали багато лиха від частих набігів кримських татар. Так, Піщане було пограбовано татарами в 1671  та 1678 роках. В 1678 році Білгородська орда підійшла до Піщаного. У бою козаки взяли кілька полонених. Тільки з 1692 року, коли татар було розбито Переяславським полком, у якому була й Піщанська козацька сотня, припинилися татарські набіги і Піщане втратило своє оборонне значення. Укріплення занепадало, вал обсипався, а брама поламалась.

### 18 століття

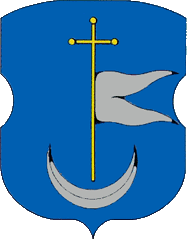
Герб села 1766 року

У 1729—1731 роках 22 козацькі двори у Піщаному були закріплені за гетьманом. Козаки, крім несення військової служби, виконували численні повинності: давали підводи на різноманітні потреби, сплачували місячні «датки» на утримання компанійців. Старшинська верхівка прибрала до рук найкращі землі, греблі та млини. Наприклад священник, сотник і писар завели собі власні хутори. 1764 року один водяний млин належав сотенному писарю Мелецькому й обозному компанійського полку С. Гайворонському, другий кантакузенським маєтностям. Багаті козаки одержували чималі прибутки з промислів і торгівлі. Піщанський сотник (1710-1732) Семен Кандиба, маючи ґуральню, збував вино навіть у Василькові.
1767 року налічували 167 дворів і 12 бездвірних хат, або 392 родини чи 1166 чоловік. З них виборні становили 66 дворів, на кожний з яких пересічно перепадало 7,7 вола, 5,2 коня і 44 дні оранки, у підпомічників — 2,7 вола, 0,7 коня, 17 днів оранки. У 1767—1768 роках було 179 бездвірних хат посполитих та підсусідків. Піддані вдови піщанського сотника С. Кандиби відбували 2 дні панщини на тиждень. Тоді ж, зі створенням поштової лінії Київ—Кременчук, у Піщаному відкрилася поштова станція.
Не пізніше 1779 року у селі була церква.
У 1781 році містечко налічувало 535 хат з населенням 1430 мешканців. Цього ж року Піщане ввійшло до Гельмязівської волості.
Село є на мапі 1787 року.
У різний час у селі були церкви: Богоявленська та Воскресіння Господнього чи Воскресіння Господнього та Троїцька.

### 19 століття
1834 року тут проживало 1149 козаків і 72 державних селян, з них 10 ремісників. Працював 31 млин, набуло розвитку чумацтво.
У другій половині XIX століття село було волосним центром. Після скасування кріпосницького права в 1861 році більшістю землі в Піщаному володіло 5 сімей дворян та 80 заможних господарств. У 1865 році в Піщаному відкрито парафіяльну школу, у 1872 — земську, у 1878 — міністерське училище. У 1885 році з 3544 жителів лише 211 вміли читати й писати.
За даними 1859 року у власницькому і козацькому містечку Золотоніського повіту Полтавської губернії, мешкало 3254 особи (1601 чоловічої статі та 1653 — жіночої), налічувалось 460 дворових господарств, існували 2 православні церкви та поштова станція.
За подвірним переписом 1885 року, на 954 господарства припадало 4276 десятин орної землі та 827 десятин сінокосу. 14 господарств зовсім не мали землі, 403 — від 1 до 3 десятин. 453 селянина орендували 1613 десятин орної землі, 337 господарств обробляли землю своєю худобою, 150 найманою, 227 супрягою[джерело?].
Станом на 1885 рік у колишньому державному та власницькому містечку, центрі Піщанської волості, мешкало 3544 осіб, налічувалось 752 дворових господарства, існували 2 православні церкви, школа, поштова станція, 5 постоялих будинків, 5 лавок, 105 вітряних млинів, 2 маслобійних і цегельний заводи.
За переписом 1897 року кількість мешканців зросла до 5321 особи (2628 чоловічої статі та 2693 — жіночої), з яких 4403 — православної віри.

### 20—21 століття

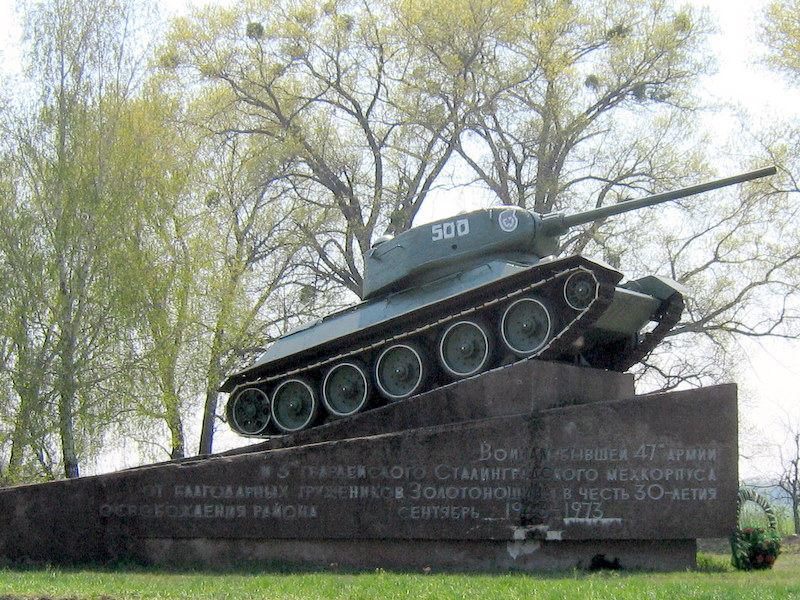
Танк Т-34/85 на в'їзді в село

У 1901 році повітовим земством відкрито медичну амбулаторію.
За переписом 1910 року з 996 господарств 37 були безземельні, тоді як дворянин Михайло Петрович Кандиба володів 100 десятинами землі, паровим млином і ґуральнею,а в 1933 помер в селі від голоду. Як і раніше, біднота користувалася примітивним реманентом. Вона мала лише 47 плугів. У господарствах хазяйновитих працювало 7 сівалок, 12 кінних та 1 парова молотарки. Крім того, заможні козаки володіли 98 вітряками, 7 кузнями, 3 олійницями, 2 паровими млинами, дрібними промисловими підприємствами, 9 крамницями. У селі було 7 шинків. Злидні гнали з рідного села, 86 піщанців ходили на заробітки, 43 родини не мали своїх домівок і бідували в чужих хатах. Частина населення жила з ремесла. Так, за переписом 1910 року тут було 34 теслярі, 33 кравці, 13 шевців, 9 столярів, 23 ткачі, 11 візників, 8 ковалів.
На 1 січня 1915 року в Піщанській школі навчалося 103 хлопчики та 14 дівчаток. Сільська бібліотека мала 204 книжки.
У 1922 році в Піщаному проживало 7135 осіб і налічувалося 1434 садиби, почала працювати волосна дільнична лікарня.
З 1923  по 1929 рік Піщане було районним центром. У 1927 році відкрито сільбуд — клуб, де працювала бібліотека, гуртки художньої самодіяльності, демонструвалося «німе» кіно.
У 1928 році створено три ТСОЗи (товариства спільного обробітку землі): на Замісті головою ТСОЗу був Бонь Семен Григорович, на Загреблі — Шкарупа Григорій Пальтович, на Новоселиці — Дахно Василь Федорович. ТСОЗи працювали вкрай погано, неефективно. Наприкінці 1929 року, виконуючи рішення XV з'їзду ВКП(б), у селі розпочалася колективізація, що проходила в гострій боротьбі. Багато селян не мирилося з тим, що нажите тяжкою працею добро треба було віддати. Радянська влада швидко розправилася з бунтарями, виславши їх до Сибіру.
У Піщані було створено три колгоспи: на Замісті — імені Шевченка (голова Чмир Семен Трифонович), на Загреблі — «Нове Життя» (голова Войцюх, а на другий рік Кононенко Макар Миронович), на Новоселиці — імені Ілліча (голова Соломаха Митрофан Іванович). У 1932 році колгоспи ледве виконали державне замовлення з хлібоздачі, та надійшло розпорядження «згори» ще доздавати хліб. Розпочався голод. У 1933 році, за свідченням волосного писаря Дахна Михайла Карповича, померло від голоду 1650 осіб.
У 1934 році Воскресенську церкву перебудували під Будинок культури із залою на 300 місць. У 1935 році було відкрито планерну станцію в Піщані, в Піщанській лікарні працювали 4 медпрацівники, відкрито пологовий будинок, 3 лазні, сільмаг, чайну, продмаг. У Будинку культури демонструвалися фільми, працювали гуртки художньої самодіяльності — духовий і струнний оркестри, капела бандуристів, яка посіла друге місце на обласній олімпіаді 1936 року. На колгоспних полях працювало 10 тракторів, 5 автомашин, встановлено вітряний двигун для накачування води на молочнотоварній фермі. У 1936 році 32 вчителі навчали в школах 1100 дітей. У 1938 році в Піщані відкрито пам'ятники Володимиру Леніну і Тарасу Шевченку.
У роки Другої світової війни 1127 піщанців билися на фронті, 459 із них загинули, 55 осіб розстріляно в тилу. Німці чи совіти знищили практично половину будівель селян, усі тваринницькі ферми, школу, Будинок культури. У вересні 1943 року село було відвойоване. За бойові заслуги 439 учасників бойових дій були нагороджені орденами й медалями. Повернувшись з фронтів, чоловіки включились у відбудову зруйнованого господарства.
5 вересня 1950 року всі три колгоспи села об'єднались в один — імені Шевченка. Головою об'єднаного колгоспу був обраний Бонь Микола Семенович, односелець, учитель за фахом. Крім виробничих показників, у центрі уваги завжди було питання підвищення добробуту населення. У 1952 році в селі збудовано теплову електростанцію ім. Леніна, у 1954 році — двоповерхове приміщення сільської ради. У 1956 році до 7 листопада відкрито новий Будинок культури із залою на 600 місць. 26 грудня 1956 року помер голова колгоспу Бонь Микола Семенович. Новим керівником господарства обирається Науменко Іван Петрович. Колгосп ім. Шевченка був одним з передових господарств району. У 1959 році було приєднано колгосп ім. Мічуріна Коврайських Хуторів. На полях господарства в 1961 році налічувалося 7880 га землі, працювало 14 гусеничних, 40 колісних тракторів, 12 зернових комбайнів, 25 автомашин. Багато тодішніх колгоспників нагороджено державними нагородами:
- орденом «Знак Пошани» — ланкова, кукурудзовод Рощин Віра Кирилівна (1956 р.), доярка Ліва Раїса Петрівна (1958 p.), ланкова Гальченко Олександра Василівна (1958 р.);
- орденом Леніна — доярка Дахно Марфа Іванівна (1958 р.);
- медалями ВДНГ — завідувач свиноферми Шкарупа Юхим Романович, бригадир бригади № 3 Тютюнник Григорій Іванович та багато інших.

У 1962 році відкрито нову двоповерхову середню школу на 800 місць, так як до цього діти навчалися в чотирьох хатах. Цього ж року колгосп перейменовано в «Маяк». З 1965 по 1975 рік головою колгоспу обраний Колечкін Іван Васильович. З 1973 по 2000 рік сільську раду очолював Дахно Микола Пилипович. До 7 листопада 1965 року в центрі села побудовано обеліск Слави. У 1967 році побудовано нове приміщення автопарку, сільську лазню. У 1969 році збудовано дитсадок «Пролісок». У 1971 році відкрито пам'ятник В. І. Леніну, у 1972 — приміщення контори колгоспу «Маяк». У 1973 році урочисто відкрито пам'ятний знак — танк Т-34/85 на в'їзді в село в пам'ять про тих, хто загинув у роки Другої світової війни.
У 1975 році введено в експлуатацію двоповерховий восьмиквартирний житловий будинок.
З 1975 по липень 1979 року головою колгоспу працював Михайловський Іван Оврамович, він трагічно загинув у 1979 році в автокатастрофі. У лютому 1979 року в селі відкрито сільський історичний музей, завідувачем якого став учитель-пенсіонер Прокопенко Іван Максимович. На загальних зборах колгоспників у серпні 1979 року головою колгоспу «Маяк» обрано директора Васильченка Миколу Семеновича.
У період так званих реорганізацій, у 1980 році на території села створено племрадгосп «Золотоніський», який займався виробництвом свинини, та комбікормовий завод, що зумовило збільшення населення та розширення соціальної сфери села: збудовано 5 чотириповерхових житлових будинків, гуртожиток на 150 місць, дитсадок «Казку». Але, не зумівши подолати економічних труднощів, ці підприємства збанкрутіли і в 1999 році припинили своє існування. Для покращення обслуговування населення в центрі села було збудовано торговельний центр і будинок зв'язку.
З плином часу колгосп «Маяк» було реорганізовано в радгосп «Маяк» у 1980 році, потім у 1996 році у КСП Агрофірма «Маяк», а в січні 2000 року — у СТОВ Агрофірма «Маяк». Засновниками СТОВ є директор Васильченко Микола Семенович та його дружина Васильченко Любов Василівна. Бригадир тракторної бригади № 1 Капран Тихон Ігорович був нагороджений орденом Леніна, свинарка Ковтун Антоніна Петрівна — орденом Трудового Червоного прапора, ланкова Харченко Світлана Іванівна та Артеменко Анатолій Олександрович — орденом Трудової Слави III ступеня, доярка Слюсар Марфа Денисівна — орденом Леніна і в 1973 році їй було присвоєно звання Героя Соціалістичної Праці. За період керівництва М. С. Васильченка побудовано і введено в дію 12-квартирний житловий будинок, 13 двоквартирних і 30 одноквартирних котеджів. Збудовано фізкультурно-оздоровчий комплекс, газифіковано село, реконструйовано тваринницькі приміщення, що дало можливість значно покращити умови праці. Господарство впевнено нарощувало виробництво сільськогосподарської продукції. Уже на кінець 1990 року поголів'я великої рогатої худоби становило 3500 голів, у тому числі корів — 1100 голів, свиней — 15142 голови; урожайність зернових — 36,6 ц/га, в тому числі озимих — 42,4 ц/га, кукурудзи — 46,1 ц/га, цукрових буряків — 485,3 ц/га. Надій на фуражну корову становив 5074 кг. Середньодобовий приріст великої рогатої худоби — 718 г, свиней — 377 г.
20 квітня 1992 року у господарстві побував Президент України Леонід Макарович Кравчук. Не обминули своєю увагою і всі прем'єр-міністри, в тому числі Віктор Янукович. На сьогодні СТОВ Агрофірма «Маяк» є одним з найкращих в Україні господарств. Маючи в своєму розпорядженні 7656 га сільськогосподарських угідь, у тому числі 6693 га ріллі, господарство щорічно виробляє 22 000 тонн зерна, 35 000 тонн цукрового буряку, 639 тонн соняшнику. Введено в дію доїльний зал американського виробництва «БОУ-МАТІК», що дало можливість показати найпередовішу в світі технологію доїння. Молоко — найкращої якості й чистоти. Весь процес доїння механізовано. Реконструкцію будівель свинарників здійснено за сучасною технологією годівлі свиней «шведський стіл», що дало можливість нарощувати поголів'я свиней та одержувати високі середньодобові прирости. Свинарка доглядає 800—1000 голів. За 2006 рік прибуток господарства склав 12041 тисяч гривень, рентабельність господарства — 46,1 %. Господарство постійно купляє зарубіжну сільськогосподарську техніку для вирощування та збирання сільськогосподарських культур: тут трактори «Джон Дір», сівалки «Амазоне», плуги «Кварнеланд», бурячний комбайн «Ропа» та багато іншої техніки. Господарство є економічно сильним, немає боргів перед бюджетом, з виплати заробітної плати. СТОВ носить звання «Господарство високої культури рослинництва і тваринництва», у 1991 році Агрофірма «Маяк» занесена до «Золотої книги українського підприємництва», у 2001 році нагороджена дипломом лауреата загальнонаціонального конкурсу «Вища проба».
За заслуги перед Батьківщиною почесного звання «Заслужений працівник сільського господарства» удостоєні: зоотехніки Ліва Раїса Петрівна і Крикун Марія Дмитрівна, доярки Коваленко Марія Порфирівна та Олексієнко Євдокія Тарасівна; ордена «За заслуги» III ступеня — доярка Асаколова Євгенія Анатоліївна; ордена княгині Ольги III ступеня — головний бухгалтер Переясловець Любов Миколаївна. Держава високо оцінила ділові якості директора Васильченка Миколи Семеновича як керівника господарства. Присвоєно почесне звання «Заслужений працівник сільського господарства» (1995 р.); нагороджено орденом «За заслуги» III (2000 р.) і II (2002 р.) ступенів; Почесний академік Української академії аграрних наук (2002 р.); Герой України (2003 р.).

## Сучасність
Сьогодні в селі діє самодіяльний народний хор та народний танцювальний ансамбль «Любава», працює загальноосвітня школа, та дитячий садок «Казка». Для обслуговування жителів діє Піщанська лікарняна амбулаторія, сільська бібліотека, аптека, ощадкаса, пункт ветеринарної медицини, АТС.
Археологічна знахідка поблизу Піщаного надихнула українську поетесу Ліну Костенко на написання поеми-балади «Скіфська одіссея». Виявлений під час розкопок човен експонується в Національному музеї історії України, 14 бронзових посудин увійшло до колекції Скарбниці Національного музею історії України, а один лутерій демонструють в Археологічному музеї Переяслава.

## Особистості
- Мартинова Ганна Іванівна (* 1960) — український мовознавець.
- Міхновський Юрій Михайлович (18.1.1866 — 16.10.1937) — український православний церковний діяч, архієпископ Української автокефальної православної церкви, архієпископ УПЦ (з 1930). Н. у с. Піщаному Золотоніського повіту Полтавської губ. Навчався в духовній школі, згодом — у Полтавській духовній семінарії. У 1889 вчителював у с. Піщаному. У 1889-91 — дяк у м. Ірклієві, а згодом — у Домантовому, церкві архістратига Михаїла в Нових Санжарах, потім — у Золотоноші. У 1894 висвячений на священика. З 1895 обіймав священницьку кафедру у Комарівці на Переяславщині, у 1895—1908 — у Богданах на Золотоніщині, згодом — у селах Жовнине і Бубнівська Слобідка. У 1917- настоятель парафії в с. Прохорівці Золотоніського повіту, Учасник Всеукраїнського православного церковного собору (14-30.10.1921), на якому завершено організаційне оформлення УАПЦ. 28.10.1921 висвячений на єпископа Чернігівського і отримав сан архієпископа з кафедрою при Борисо-Глібському соборі у Чернігові. У 1922 переведений до Золотоноші, де організував повітову церковну раду, яка об'єднала 10 парафій УАПЦ. У 1926-27 — настоятель парафії у с. Прохорівці на Золотонощині. Після церковного собору (9-12.12.1930), що об'єднав частину парафій «самоліквідованої» (28-29.1.1930) УАПЦ, перебував у складі Української православної церкви, очолюваної митрополитом Іваном Павловським. На поч. 1930 років переїхав до Києва. У 1932-33 — настоятель Софійського собору. У 1934 служив в Успенському соборі на Подолі і до його закриття радянською владою (грудень 1934) виконував обов'язки вікарія митрополита Івана Павловського. Перейшов з митрополичою кафедрою до церкви св. Миколая («Притиського») на Подолі, після закриття якої у червні 1935 відійшов від церковної діяльності. 11.7.1937 заарештований органами НКВС, звинувачений у створенні «антирадянської фашистської організації українських церковників» та розстріляний.
- Шеремет Руслан Сергійович (1991—2014) — український правоохоронець, учасник російсько-української війни.